# François Ponsard
Francois Ponsard (ur. 1 czerwca 1814 w Vienne, zm. 7 lipca 1867) – francuski dramaturg.
W latach 1855–1867 członek Akademii Francuskiej, zasiadał w fotelu nr 9.

## Dzieła
- Lukrecja („Lucréce”, 1843)
- Agnès de Méranie (1846)
- Charlotta Corday („Charlotte Corday”, 1850)
- Horace et Lydie (1850)
- Homère (1852) – poemat
- Ulysse (1852)
- Honor i pieniądze („L’Honneur et l’argent”, 1853)
- Bursa („Le Bourse”, 1856)
- Co się kobietom podoba („Ce qui plaît aux femmes”, 1860)
- Lew zakochany („Le Lion amoureux”, 1866)
- Œuvres complètes - 3 tomy
- Galilée (1867)